# 黃石輝
黃石輝 （1900年4月20日—1945年4月24日），本籍台灣高雄鳥松（今高雄市鳥松區），作家，左派運動支持者。

## 生平
生於台灣高雄鳥松，以肥儂、瘦纖等筆名從事寫作。1926年，他參加台灣黑色青年聯盟，開始萌發左派思維。1927年1月雖因聯盟事發被捕，但隨後仍參加台灣民眾黨組織，並擔任常務委員、中常委等重要職務。
1930年黃石輝於新文協外事媒體《伍人報》上，發表《怎樣不提倡鄉土文學》，引發了影響深遠的台灣話文論戰（亦稱台灣話運動）。翌年，他再於《臺灣新聞》發表《再談鄉土文學》，此兩篇作品皆明白表示台灣文人應該用鄉土語言話描寫臺灣事物，另外，也主張用漢字表記母語的言文一致運動。也就是主張「用母語做文，用母語做詩，用母語寫小說，用母語做歌謠，描寫台灣的事物」，該論戰後來也引申為日治時期的台灣話文論戰。

## 外部連結
- 臺灣話文論戰與中華文化意識—郭秋生、黃石輝論述[永久]
- 黃石輝-線上臺灣歷史辭典[永久]
- 期尾報告-19 蒼林：戴仁壽vs黃石輝[永久]